# 青洲坊圖書館
青洲坊圖書館（葡萄牙語：Biblioteca do Bairro da Ilha Verde）位於澳門李寶椿街122號青洲坊大廈第二座1樓B，是澳門特別行政區文化局轄下的公共圖書館之一。2024年9月30日啟用。

## 發展歷史
2024年4月，文化局表示正積極籌備青洲坊圖書館進駐北區-1前的相關工作，爭取同年內啟用。預計實用面積約1,060平方米，較現時青洲圖書館的面積增加超過一倍。設計風格以昔日青洲海島的地域特徵、漁村文化為設計元素，並合理規劃館內公共空間，集共享學習、休閒和社交功能於一身，希望為區內居民提供嶄新的綜合型公共圖書館體驗。
2024年9月30日，位於青洲坊大廈第二座1樓的青洲坊圖書館由澳門特別行政區行政長官賀一誠揭幕啟用，取代原位於青洲和樂坊大馬路281號美居廣場第2期4樓的青洲圖書館，開放時間為逢星期一下午2時至晚上8時，逢星期二至星期日早上8時至晚上8時（農曆年除夕下午2時後及公眾假期休館）。

## 館藏與服務
青洲坊圖書館是集共享學習、休閒和社交功能於一身的綜合型公共圖書館，藏書28,000冊、影音資料2,000件、約200個座位，並設有兒童閱覽區、多媒體區、報刊區、閱覽區、自修區、多功能室及團體討論室等。